# 1999 год в истории железнодорожного транспорта
1999 год в истории железнодорожного транспорта

## События

### ВРоссии
- Начинается электрификация на переменном токе линий Приволжской железной дороги: направление от Саратова на юг.

### В мире
- 10 апреля — в Египте в 130 км к северо-востоку от города Каир произошло столкновение двух пассажирских поездов. Погибли или получили травмы порядка 50 человек[1].
- 2 августа — в Индии в штат Западная Бенгалия на железнодорожной станции Гайсал произошло лобовое столкновение пассажирского и грузового поездов. Погибли 288 человек, травмы получили порядка 400 человек[1].
- 16 августа — в КНР начато строительство Циньшэньской высокоскоростной магистрали.
- 5 октября — в Великобритании рядом с железнодорожной станции Паддингтон произошло лобовое столкновение двух поездов, один из которых проехал на красный сигнал светофора. Это привело к гибели 31 человека. Ещё более 400 получили ранения и травмы[2]. (см. Крушение близ станции Паддингтон)
- В Индии — Дарджилинг-Гималайская железная дорога была признана объектом Всемирного наследия.
- В Казахстане — открыт для посетителей Алматинский железнодорожный музей.
- 11 декабря — в Индии в результате взрыва бомбы в поезде, следующем из штата Кашмир в Дели, по меньшей мере 14 человек были убиты. Ранения разной степени тяжести получили от 50 до 100 человек[3].

## Новый подвижной состав
- Немецким заводом Siemens Mobility начат выпуск маневровых/грузовых тепловозов Класса 77 для Железных дорог Бельгии.
- Построен первый дизель-поезд ДТ116.

## Персоны

### Скончались
- 10 апреля — умер Виталий Александрович Раков, инженер-железнодорожник, учёный, автор книг по истории локомотивостроения.